# Ettore Scola

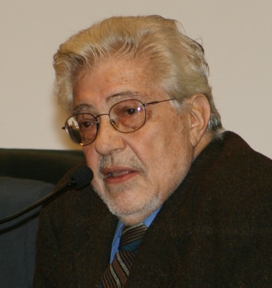
Ettore Scola 2007.

Ettore Scola, född 10 maj 1931 i Trevico i Kampanien, död 19 januari 2016 i Rom, var en italiensk manusförfattare och filmregissör.
Ettore Scolas filmer kretsar oftast kring frågor om politik och mänskliga relationer. Bland hans uppmärksammade filmer kan nämnas En alldeles särskild dag (1977), med Sophia Loren och Marcello Mastroianni i huvudrollerna: vardagsskildringen av ett fascistiskt samhällssystem och det omvälvande mötet mellan en hemmafru och en homosexuell man, den dag Hitler besökte Mussolini i Rom, den 3 maj 1938.
Han var öppen med sina politiska sympatier orienterade till vänster och var en del av det italienska kommunistpartiets skuggregering 1989, med ansvar för kulturarv.

## Filmografi i urval
- 1964 – Lättsinne till tusen (manus och regi)
- 1964 – En miljon dollar i baksätet (manus och regi)
- 1968 – Riusciranno i nostri eroi a ritrovare l'amico misteriosamente scomparso in Africa? (manus och regi)
- 1970 – Kärleksflugan (manus och regi)
- 1974 – Vi som älskade varann så mycket (manus och regi)
- 1976 – Fula, skitiga och elaka (manus och regi)
- 1977 – En alldeles särskild dag (manus och regi)
- 1977 – I nuovi mostri (endast regi, episoderna "L'uccellino della Val Padana", "Il sospetto", "Hostaria", "Come una regina", "Cittadino esemplare", "Sequestro di persona cara" och "Elogio funebre")
- 1980 – Terrassen (manus och regi)
- 1981 – Kärlekspassionen (Passione d'amore, manus och regi)
- 1982 – Natten i Varennes (manus och regi)
- 1983 – I afton dans (manus och regi)
- 1986 – Familjen (manus och regi)
- 1989 – Splendor - drömmarnas hus (manus och regi)
- 1989 – Hur mycket är tiden? (manus och regi)
- 1991 – Il viaggio di Capitan Fracassa (manus och regi)
- 1993 – Mario, Maria & Mario (manus och regi)
- 1995 – Signora Ananas (Romanzo di un giovane povero, manus och regi)
- 1998 – Serverat! (manus och regi)
- 2001 – Ärkefiender (manus och regi)
- 2003 – Gente di Roma (manus och regi)